# Diana Dors
Diana Dors (nascida Diana Mary Fluck; Swindon, 23 de outubro de 1931 – Windsor, 4 de maio de 1984) foi uma atriz e cantora inglesa.
Dors chegou ao conhecimento público como uma loira bombástica, muito no estilo das americanas Marilyn Monroe, Jayne Mansfield e Mamie Van Doren. Dors foi promovida por seu primeiro marido, Dennis Hamilton, principalmente em filmes de comédia sexual e modelagem picante. Depois que foi revelado que Hamilton a estava fraudando, ela continuou a jogar com sua imagem estabelecida e ganhou as manchetes dos tablóides com as festas supostamente realizadas em sua casa. Mais tarde, ela mostrou talento como artista na TV, em gravações e no cabaré, e ganhou nova popularidade pública como convidada regular de programas de bate-papo. Ela também fez atuações cinematográficas conceituadas em diferentes momentos de sua carreira.
De acordo com David Thomson, "Dors representou aquele período entre o fim da guerra e a chegada de Lady Chatterley's Lover em brochura, uma época em que a sexualidade era perversa, reprimida e prestes a explodir".

## Vida pregressa
Diana Mary Fluck nasceu em Swindon, Wiltshire, em 23 de outubro de 1931 no lar de idosos Haven. Sua mãe, Winifred Maud Mary (Payne), era casada com Albert Edward Sidney Fluck, um funcionário ferroviário. Mary estava tendo um caso com outro homem e, quando anunciou que estava grávida de Diana, admitiu que não tinha ideia se o outro homem ou seu marido era o pai.
Diana foi educada em uma pequena escola particular, Selwood House, em Bath Road, Swindon, da qual acabou sendo expulsa.
Durante a guerra, Diana namorou um garoto chamado Desmond Morris, da Boys' High School, também em Bath Road, Swindon. Morris, que pertencia a uma das famílias mais ricas e proeminentes da cidade, costumava levá-la a bordo de seu barco a remo no lago do jardim de sua família. O jardim e o lago mais tarde formaram o Queen's Park em Swindon. No final da década de 1960, Morris (zoólogo) tornou-se famoso como autor de The Naked Ape e apresentador da série de TV adaptada do livro.:14
A partir dos oito anos, as atrizes de Hollywood Veronica Lake, Lana Turner e Jean Harlow tornaram-se suas heroínas, e ela gostava de ir ao cinema para assisti-las.
Perto do final da guerra, Dors entrou em um concurso de beleza para encontrar uma garota pin-up para a Soldier Magazine; ela ficou em terceiro lugar. Isso a levou a trabalhar como modelo em aulas de arte e começou a aparecer em produções teatrais locais como A Weekend in Paris e Death Takes a Holiday.

## Início de carreira

### LAMDA
Tendo se destacado nos estudos de elocução, após mentir sobre sua idade, aos 14 anos foi oferecida uma vaga para estudar na London Academy of Music and Dramatic Art (LAMDA), tornando-se a aluna mais jovem da faculdade, a partir de janeiro de 1946.
Ela se hospedou no Earls Court YWCA e complementou sua mesada de duas libras por semana, a maior parte da qual foi gasta em sua hospedagem, posando para o London Camera Club por um guinéu (£1, 1s em "dinheiro antigo", £1,05 em "novo", equivalente a 40 libras em 2019) por hora. Contratada pela Agência Gordon Harbord em seu primeiro mandato, conquistou a medalha de bronze, concedida por Peter Ustinov, e no segundo conquistou a prata com honras.

### Primeiros filmes
Pouco antes do LAMDA, Dors fez o teste, sem sucesso, para o papel de Kanchi em Black Narcissus, interpretado por Jean Simmons. Ela atuou em peças de teatro público para produções da LAMDA, uma das quais foi vista pelo diretor de elenco Eric L'Epine Smith. Ele sugeriu Dors para o que se tornou a estreia do ator nas telas no filme noir The Shop at Sly Corner (1947). Dors foi escalado para um papel secundário que se transformou em um papel falante. Sua taxa de pagamento era de 8 libras por dia durante três dias.
Durante a assinatura dos contratos, em acordo com o pai, ela alterou o sobrenome contratual para Dors, nome de solteira da avó materna; isso foi por sugestão de sua mãe, Maria. Dors comentou mais tarde sobre o nome dela:
Eles me pediram para mudar meu nome. Suponho que eles estavam com medo de que se meu nome verdadeiro, Diana Fluck, estivesse nas luzes e uma das luzes explodisse...
Retornando ao LAMDA duas semanas depois, seu agente a convidou para fazer um teste para Holiday Camp (1947), dançando jitterbug com o jovem ator John Blythe. Gainsborough Studios deu a ela o papel a uma taxa de £ 10 por dia durante quatro dias.
O terceiro filme de Dors foi Dancing with Crime (1947), rodado no Twickenham Studios, ao lado de Richard Attenborough, durante o inverno mais frio de quase 50 anos, pelo qual ela recebeu £ 10 por dia durante 15 dias.
Após seu retorno à LAMDA, ela se formou na primavera de 1947 ao vencer a London Films Cup, concedida à LAMDA por Sir Alexander Korda como a "garota com maior probabilidade de sucesso no cinema". Greta Gynt entregou-lhe o prêmio em uma cerimônia. Dors programou seu retorno a Swindon para visitar seus pais com o lançamento local de The Shop at Sly Corner.

## Organização de classificação

### Escola de Charme
Aos 15 anos, Dors assinou um contrato com a Rank Organization e ingressou na "Escola de Charme" de J. Arthur Rank para jovens atores, aparecendo posteriormente em muitos de seus filmes. A Charm School foi fundada pelo produtor Sydney Box, que Rank nomeou chefe de produção do Gainsborough Studios, uma das empresas sob a égide de Rank. (Outros alunos da escola que se tornaram famosos incluíam Petula Clark, Claire Bloom e Christopher Lee.) Dors não gostava da Charm School, mas recebeu mais publicidade do que outros alunos da época, em parte por causa de sua disposição de ser fotografada em fotos glamorosas e participação em estreias. Um artigo de agosto de 1947 dizia que seu apelido era "O Corpo".
Seu primeiro filme sob contrato com a Rank foi Streets Paved with Water, onde foi a quarta protagonista; as filmagens começaram em julho de 1947, mas foram canceladas após um mês. Ela teve um pequeno papel como empregada doméstica em The Calendar (1948), de Gainsborough, e um bom papel em Good-Time Girl (1948), como uma adolescente problemática sendo avisada no início e no final do filme. Ela então desempenhou o papel de Charlotte na adaptação de Oliver Twist (1948), de Rank, dirigida por David Lean.
Dors teve um papel maior em um filme B, Penny and the Pownall Case (1948), um filme de 50 minutos para a Highbury Productions. Este foi seu primeiro papel significativo, a segunda protagonista feminina depois de Peggy Evans. Bob Monkhouse escreveu em suas memórias que, quando viu o filme no cinema, achou-o "muito ruim", mas ficou impressionado com Dors. "Foi a energia dela que a princípio me atraiu", escreveu ele. "Sua atuação foi crua, mas promissora, e sua vitalidade me fez lembrar dela depois, como se sua parte na tela fosse colorida."
Em agosto de 1948, Rank anunciou que Dors seria um de seus jovens jogadores que se tornaria estrelas. (Os outros incluíam David Tomlinson, Susan Shaw, Patricia Plunkett, Sally Ann Howes e Derek Bond.) Em setembro, ela estava em A Boy, a Girl and a Bike (1949) nessa fase, seus honorários eram de £30 por semana; ela diz que o filme levou seis meses para ser filmado.
Depois de um pouco em My Sister and I (1948), Dors recebeu um vistoso papel de apoio cômico em Here Come the Huggetts (1948), uma série que se seguiu a Holiday Camp, interpretando a sobrinha preguiçosa dos Huggetts, que causa problemas quando ela vai ficar com a família. Dors foi tão bem recebida que voltou para o segundo filme da série, Vote for Huggett (1949). Ambos foram produzidos por Betty E. Box, que lembrou: “Diana era toda mulher”, apesar de ser apenas uma adolescente. "Ela pensava como uma mulher, agia como uma mulher e parecia uma mulher." Ela também participou de It's Not Cricket (1949).
David Shipman argumentou mais tarde que quando Dors "era jovem, ela era muito engraçada: ela fez uma bela paródia da adolescente louca por homens, da prima núbil que olha com os olhos para o padrinho no café da manhã do casamento, do júnior do escritório pronto para um tapa e fazer cócegas atrás do arquivo Ela foi a melhor coisa na maioria de seus primeiros filmes."

### Senhora principal
Rank promoveu Dors a papéis principais em Diamond City, de 1949, a história de uma cidade em expansão na África do Sul em 1870. Jean Kent foi originalmente escalado como dono de um bar apaixonado pelo herói David Farrar, que ama um missionário interpretado por Honor Blackman; Kent recusou o papel e Dors assumiu. As filmagens ocorreram no final de 1948 e início de 1949, quando Dors tinha apenas 17 anos. Ela recebia £30 por semana. Ela diz que o papel de "Diana" em The Blue Lamp foi escrito para ela, mas ela o perdeu para Peggy Evans quando o diretor decidiu que queria "um tipo abandonada"; ela também faz um teste para o papel principal feminino em The Cure for Love, mas perdeu para Dora Bryan.
Enquanto esperava o lançamento de Diamond City, Rank enviou Dors para aparecer com Barbara Murray em The Cat and the Canary no Connaught Theatre, Worthing. Ela então apareceu no palco em The Good Young Man com Digby Wolfe e em setembro de 1949, com Marcel Le Bon em uma produção itinerante de Lisette, uma peça em três atos de Douglas Sargeant.
Em novembro de 1949, Dors foi contratada pelo Ealing Studios, que a colocou no Dance Hall (1950), como uma das quatro protagonistas femininas, junto com Natasha Perry, Petula Clark e Jane Hylton. Dors mais tarde o chamou de "um filme horrível - um dos mais desagradáveis que já fiz", embora tenha recebido boas críticas pessoais.
Em fevereiro de 1950, ela participou da peça Man of the World, com Roger Livesey e Lionel Jeffries, dirigida por Kenneth Tynan, que estreou no Shakespeare Memorial Theatre. Teve apenas um curto período, mas ela recebeu fortes avisos pessoais e foi premiada com o prêmio de Atriz do Ano da revista Theatre World.
Diamond City fracassou nas bilheterias, deixando a Rank com uma dívida de 18 milhões de libras (equivalente a 570 milhões de libras em 2019). A Rank fechou a Escola de Charme e despediu Dors em setembro de 1950. David Shipman argumentou que "embora a Organização Rank soubesse como colocar Dors no ritmo da Escola de Charme, eles não tinham ideia de como lidar com esse talento individual".

## Estrelato britânico
Dors conseguiu o papel principal feminino apoiando Ronald Shiner em Worm's Eye View (1951), uma comédia que foi um dos filmes mais populares de 1951 na Grã-Bretanha; sua taxa foi de 250 libras. Ela teve um papel principal em um filme de TV para a BBC, Face to Face (1951), depois apareceu em duas peças — Miranda em Stratford e Born Yesterday em Henley. Ela fez o teste para o papel principal em Lady Godiva Rides Again e foi rejeitada porque se sentiu que ela não atraía homens e mulheres, mas ela recebeu um papel coadjuvante. Mais tarde, ela disse que seus honorários de £750 ajudaram a restaurar sua situação financeira.

## Dennis Hamilton
Com o namorado na prisão e tendo acabado de fazer seu primeiro aborto, Dors conheceu Dennis Hamilton Gittins em maio de 1951 durante as filmagens de Lady Godiva Rides Again por Rank, um filme que tem participações não creditadas de Joan Collins e Ruth Ellis (então grávida de quatro meses). (Dors se descreveu como "o único símbolo sexual que a Grã-Bretanha produziu desde Lady Godiva".) O casal se casou cinco semanas depois em Caxton Hall, na segunda-feira, 2 de julho de 1951.
Mais tarde naquele mês, Dors estrelou o filme noir britânico The Last Page (1952), dirigido por Terence Fisher para a Hammer Films em associação com o produtor Robert L. Lippert; seus honorários eram de £450 por quatro semanas de trabalho. Lippert teria oferecido a Dors um contrato de um filme com a condição de que ela se divorciasse de Hamilton, mas Dors recusou.
Dors frequentemente interpretava personagens que sofriam de amores não correspondidos e, em meados da década de 1950, ela era conhecida como "a Marilyn Monroe inglesa". Hamilton também se certificou de que ela tivesse o estilo de vida de um símbolo sexual, concordando com um contrato de arrendamento com a Rolls-Royce de tal forma que uma manchete pudesse ser criada nos tablóides de que, aos 20 anos, ela era a mais jovem detentora registrada de um Rolls-Royce no Reino Unido.
Hamilton fez um grande esforço para promover a carreira de Dors e sua renda ou influência dela. Após sua morte, amigos e biógrafos disseram que Hamilton emprestaria Dors como um favor sexual para a contratação de produtores e atores principais, assim como nas práticas de "teste do sofá" de Hollywood.
Dors trabalhou com Terry-Thomas na série de TV How Do You View? por 250 libras. O Sunday Times a chamou de "adição encantadora à sua casa maluca".
Em dezembro de 1951, um jornal noticiou que "os nomes britânicos mais prováveis para o glamour em 1952 são provavelmente a britânica Glynis Johns e a rechonchuda Diana Dors. Ambos estão indo para Hollywood". Ela recebeu uma segunda oferta de Burt Lancaster para um papel principal em His Majesty O'Keefe (1954), mas desta vez Hamilton recusou o papel em seu nome antes mesmo que ela soubesse da oferta. O resultado foi que o início de sua carreira ficou restrito principalmente a filmes britânicos.

### Teatro e Maurice Elvey
Em abril de 1952, Dors apareceu em uma revista teatral com Wally Chrisham, Rendezvous, que finalmente chegou a Londres. A Variety disse em maio que ela fez a "única contribuição digna de nota" para a peça, que no final das contas teve apenas uma curta duração. No entanto, até a orientação de Hamilton, ela recebeu enorme publicidade. Dors disse mais tarde que essas críticas, além da publicidade de Hamilton, ajudaram a mudar sua carreira. Dors disse mais tarde que Hamilton "me promoveu estritamente como um símbolo sexual, nunca como atriz, mas serviu ao seu propósito e na época foi divertido".
Laurence Olivier teria oferecido a ela um papel em The Beggar's Opera, mas Dors diz que a data de início mudava constantemente. Em vez disso, ela aceitou uma oferta para aparecer em um show em Blackpool, Life with Lyons, por 100 libras por semana durante três meses. O jornal The Times noticiou na terça-feira, 28 de julho de 1953 (página 2) que Diana (sob seu nome de casada Diana Mary Gittins) recebeu dispensa absoluta após ser condenada pelo roubo de várias garrafas de destilados do apartamento de um amigo em Blackpool.
A carreira cinematográfica de Dors começou a melhorar quando ela foi escalada para um papel coadjuvante em My Wife's Lodger (1952), dirigido por Maurice Elvey, que posteriormente a escalou para um pequeno papel em outra comédia de baixo orçamento chamada The Great Game (1953) feita pela Adelphi Filmes.
Em dezembro de 1952, Dors apareceu no palco em It Remains to be Seen, que teve apenas sete apresentações. O Observer disse que Dors "faz isso com boa vontade". O Daily Telegraph disse que ela "leva a loira ao seu tom máximo, trabalha muito e é simpática como uma pequena prostituta de bom coração".
Em março de 1953, Dors fez um show de cabaré em Glasgow. A Variety disse que ela mostrou "pouca habilidade para atuar com personalidade". Ela começou a fazer turnês com shows de variedades e executou variações desse ato ao longo de sua carreira.
Adelphi ficou impressionado com Dors, anunciando em fevereiro de 1953 que havia comprado os direitos de exibição da popular peça Is Your Honeymoon Really Necessary? (1953) como veículo para Dors; foi dirigido por Elvey em abril. Seus honorários eram de £1.000 por quatro semanas de trabalho. Ela recebeu isso por outra comédia, It's a Grand Life (1953) com Frank Randle.
Dors teve um papel coadjuvante para Hammer em The Saint's Return (1954). Em setembro de 1953, o produtor desse filme, Julian Lesser, anunciou que tinha opção pelos serviços de Dors em mais dois filmes.

### Estrelato britânico
A carreira de Dors subiu outro nível quando ela foi escalada para um papel coadjuvante ao lado de Glynis Johns em um drama de prisão, The Weak and the Wicked (1954), dirigido por J. Lee Thompson. Ela fez o filme em agosto de 1953, apenas algumas semanas depois de ter sido condenada na vida real por roubar álcool na casa de um amigo. Nessa fase, ela estava ganhando 12.000 libras por ano. Quando o filme foi lançado, foi um grande sucesso na Grã-Bretanha e rendeu a Dors excelentes críticas.
Ela interpretou Aladdin como uma pantomima de Natal em 1953 e fez The Lovely Place para o Rheingold Theatre na TV. Em abril de 1954, ela disse: "Estou escolhendo meus papéis agora. Isso não significa que estou esperando pelo papel perfeito, mas estou farta de ser a sereia sexy."
Em 1954, Hamilton teve a ideia de explorar a recém-impressa tecnologia 3D. Ele contratou o fotógrafo Horace Roye para tirar uma série de fotos nuas e seminuas de Dors, que Hamilton posteriormente publicou em dois formatos; as fotos seminuas foram lançadas como um conjunto chamado "Diana Dors 3D: o último símbolo sexual britânico", que foi vendido junto com um par de óculos 3D; as fotos de teste com nudez total tornaram-se parte do livreto London Models (1954) de Roye. A polícia apresentou queixa, alegando que os livros eram obscenos, mas um tribunal decidiu que não eram.
Adelphi ligou de volta para Miss Tulip Stays the Night (1955) por uma taxa de £1.500. Ela então interpretou um dos protagonistas de A Kid for Two Farthings (1955), dirigido por Carol Reed em meados de 1954 para Alex Korda, pagou £ 1.700; o filme foi um dos filmes mais populares de 1955 na Grã-Bretanha. Foi oferecido a Dors o papel principal feminino em As Long as They're Happy (1955), de Thompson, com Jack Buchanan, mas não pôde aceitar; ela concordou em fazer um papel de convidada, por £200 por dia.
Em outubro de 1954, foram feitas perguntas no Parlamento sobre por que ela foi autorizada a reivindicar seu casaco de vison como dedução fiscal.
Em dezembro de 1954, ela recusou um contrato de sete anos com a Rank no valor de £ 100.000 (equivalente a £2,62 milhões em 2019) porque poderia trabalhar mais como freelance. Ela assinou um contrato de três filmes com a Rank no valor de £15.000 (equivalente a £394.000 em 2019). O primeiro deles foi Value for Money (1955), do diretor Ken Annakin, estrelado por John Gregson, filmado no início de 1955, e An Alligator Named Daisy (1955), dirigido por Thompson, também para Rank, estrelado por Donald Sinden.
O sucesso de seus filmes, especialmente Kid for Two Farthings, levou os expositores britânicos a votarem nela como a nona estrela britânica mais popular nas bilheterias em 1955 — a única estrela feminina no top 10. Ela ficou atrás de Dirk Bogarde, John Mills, Norman Wisdom, Alastair Sim, Kenneth More, Jack Hawkins, Richard Todd e Michael Redgrave, e na frente de Alec Guinness. In November 1955 the press criticised her for wearing revealing necklines when meeting royalty. Em novembro de 1955, a imprensa criticou-a por usar decotes reveladores quando se encontrava com a realeza.
Dors fez um quarto filme com Thompson, Yield to the Night (1956), filmado no final de 1955. Foi um drama policial com Dors desempenhando um papel semelhante ao de Ruth Ellis. Ela recebeu algumas das melhores críticas de sua carreira. Ela foi aclamada no Festival de Cinema de Cannes de 1956.

Ela recusou a protagonista feminina em The Big Money, de Rank. Ao receber a oferta desse papel e recusar, ela disse:
Se isso é o melhor que você pode oferecer, então estou bastante surpreso [...] Eles ainda acham que eu só sirvo para os papéis de loira burra que interpretei há cinco anos, pensei que todos no ramo sabiam que eu viria de alguma forma desde então.

Mais tarde ela disse:
Depois que fiz Yield to the Night, [toda a publicidade] ficou um pouco amarga. Deveria ter sido atenuado para me dar a chance de me tornar uma atriz séria.

## Hollywood

### RKO

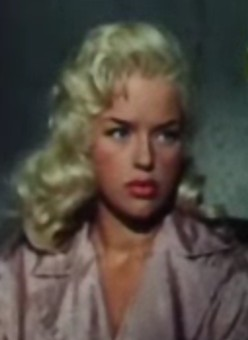
Dors em The Unholy Wife (1957)

O desempenho de Dors atraiu interesse em Hollywood. Em fevereiro de 1956, ela estrelou um especial de TV que Bob Hope fez na Inglaterra.

Em maio de 1956, Dors assinou um contrato com a RKO para apoiar George Gobel em I Married a Woman. Ela deixou Southampton a bordo do Queen Elizabeth com destino a Nova York e depois para Hollywood. Ela disse: 
Espero me divertir, manter meu senso de diversão e fazer um bom trabalho. Levei 10 anos [de] trabalho duro em filmes mal recebidos, em revistas, em peças heterossexuais e em turnês para me tornar uma estrela, e não pretendo deixar Hollywood me pressionar, cortar meu cabelo, mudar meu estilo ou personalidade.
Em julho de 1956, Dors - por meio de sua empresa, Treasure Pictures - assinou contrato com a RKO Pictures para fazer mais três filmes, o primeiro dos quais seria The Unholy Wife (1957) com Rod Steiger, que começou a ser filmado em setembro. Seus honorários foram de US$75.000 (equivalente a US$644.000 em 2023), com os outros filmes subindo 25 mil dólares. Dors supostamente teve um caso com Rod Steiger durante as filmagens de The Unholy Wife. Em outubro de 1956, Hamilton começou um caso com a ex-esposa de Raymond "Mr. Teasy-Weasy" Bessone em Londres. Em novembro, Dors anunciou que Hamilton e ela estavam se separando. Dors disse mais tarde: "Eles tentaram me colocar na câmara de gás novamente em Hollywood [...] mas [o filme] não era bom. Eles o editaram mal."

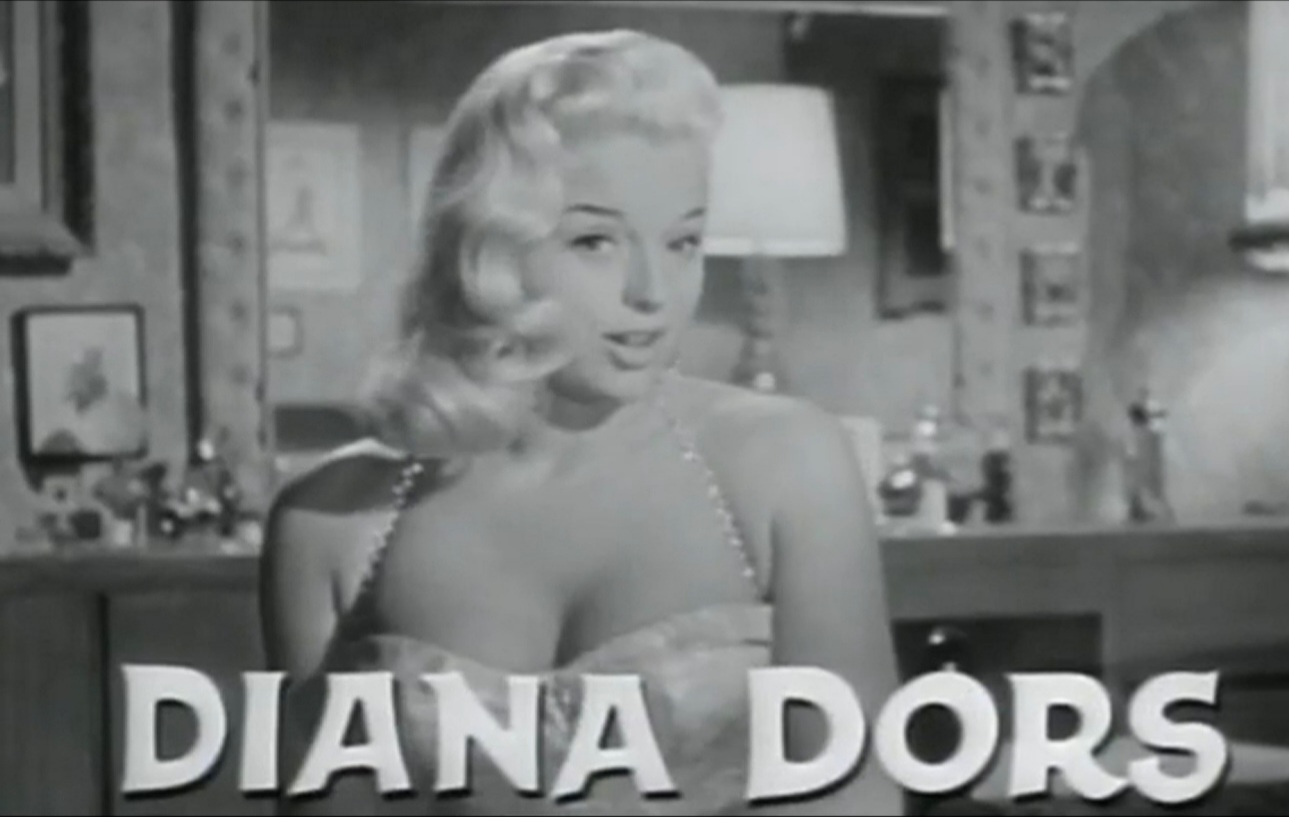
Dors em I Married a Woman (1958)

William Dozier da RKO anunciou que Dors estrelaria Blondes Prefer Gentlemen com Eddie Fisher, mas o filme nunca foi feito. Em agosto de 1956, ela anunciou que havia assinado um contrato de um filme para aparecer em um filme de Bob Hope. Isso nunca aconteceu; nem um projeto que Robert Aldrich anunciou que queria fazer com Dors e Paul Douglas na UA, Potluck for Pomeroy.
Devido ao encontro com as colunistas de Hollywood Hedda Hopper e Louella Parsons, entrevistas foram marcadas para serem realizadas na casa de Hollywood de seu amigo, o famoso cabeleireiro Sr. Teasy-Weasy, dono de uma villa de estilo espanhol perto de Sunset Boulevard, anteriormente propriedade de Marlene Dietrich. Para coincidir com a publicação dos artigos, Hamilton e Raymond organizaram uma festa de lançamento de Hollywood na casa de Raymond em agosto de 1956, com uma lista de convidados que incluía Doris Day, Eddie Fisher, Zsa Zsa Gabor, Liberace, Lana Turner, Ginger Rogers e John Wayne. Depois de 30 minutos, enquanto faziam fila ao lado da piscina de Raymond com seu agente norte-americano Louis Shurr e seu estilista Howard Shoup, todos os quatro, incluindo Dors e Hamilton, foram empurrados para dentro da piscina depois que a multidão da festa e os fotógrafos avançaram. Hamilton saiu da piscina e atingiu o primeiro fotógrafo antes que ele pudesse ser contido. As manchetes do National Enquirer diziam: "Senhorita Dors, vá para casa—e leve o Sr. Dors com você". Por causa da publicidade negativa resultante, o casal não conseguiu comprar a casa de Lana Turner, estabelecendo-se em um imóvel alugado em Coldwater Canyon.
Ela deveria fazer três filmes produzidos por Anna Neagle, o primeiro com Frankie Vaughan chamado The Cast Iron Shore; no entanto, Dors desistiu em setembro.
Em outubro, Dors apareceu novamente no Bob Hope Show. The New York Times disse que ela "demonstrou considerável presença de palco. A garota consegue lidar com suas falas". Hedda Hopper relatou nessa época que Dors havia substituído seu agente "e sua popularidade está caindo antes mesmo de seu primeiro filme ser exibido". Hopper também disse que os honorários de Dors pelos filmes britânicos eram agora de US$40.000, acima dos US$20.000. Em novembro, Dors, retornando a Londres, anunciou que ela e Hamilton haviam se separado, com este último culpando Steiger.

### Voltar para a Grã-Bretanha

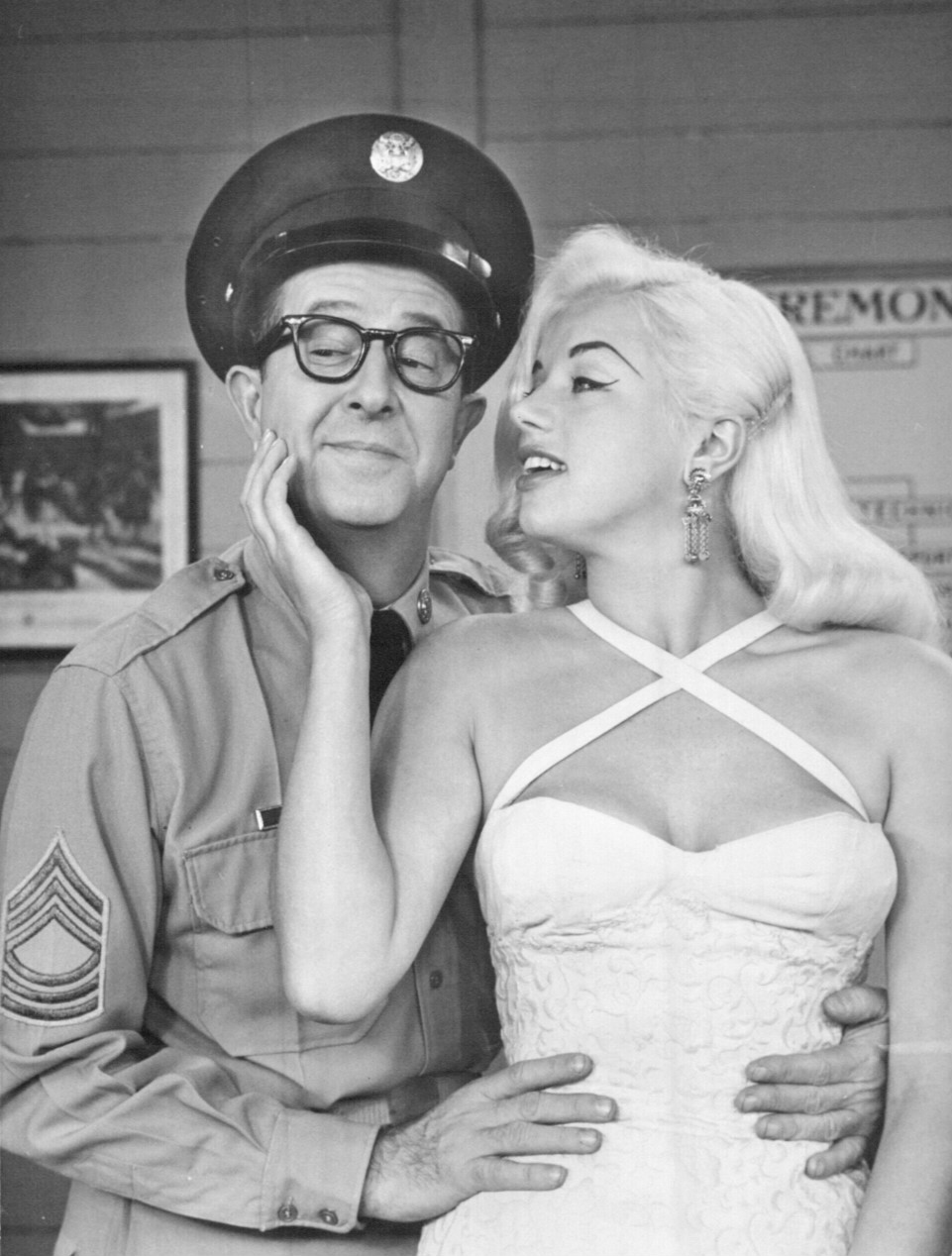
Dors com Phil Silvers, 1958

Na Inglaterra, ela fez The Long Haul (1957) para a Columbia com Victor Mature, que começou a ser filmado em fevereiro de 1957. Enquanto fazia The Long Haul, Dors iniciou um relacionamento com o dublê da co-estrela Mature, Tommy Yeardye. Detalhes sobre o caso teriam vazado para a imprensa por Yeardye.
Gerd Oswald a queria para The Blonde. Em outubro de 1957, Hedda Hopper relatou que Dors pretendia fazer os dois últimos filmes de seu contrato RKO, mas Hopper pensou: "ela estava apenas assobiando para Dixie".
Ela foi para a Itália para interpretar uma americana no filme franco-italiano The Love Specialist (1957) com Vittorio Gassman. Dors permaneceu no crime por Tread Softly Stranger (1958), feito para Gordon Parry com George Baker coestrelando. Mais tarde, ela disse que seus três filmes de 1957 renderam 27 mil libras.
Gassman e ela se reuniriam em Strange Holiday, mas isso não foi feito. Ela era uma prostituta em Passport to Shame (1958). Em agosto de 1958, ela relatou que havia sido roubada em £ 11.000. Ela fez uma série de anúncios que supostamente lhe renderam 25 mil libras.
Os filmes RKO de Dors fracassaram, então a RKO optou por não fazer os outros dois filmes. Em dezembro de 1958, a RKO rescindiu seu contrato com Dors, alegando que ela "se tornou objeto de desgraça, descrédito, má vontade e ridículo". Dors processou o estúdio em 1.250.000 dólares por danos. (Em julho de 1960, ela fez um acordo com 200 mil dólares.)
Joseph Kaufman anunciou que queria fazer um filme estrelado por ela chamado Stopover, mas nunca foi feito. Em maio de 1959, ela disse que queria deixar de atuar e se concentrar em seus outros interesses, incluindo uma fábrica de xampus. Ela teve uma participação especial em Scent of Mystery filmado na Espanha.

### Cabaré
Após sua separação final de Hamilton em 1958, Dors descobriu que sua empresa, Diana Dors Ltd, estava com sérias dívidas. Hamilton conduziu a empresa com o duplo propósito de divulgar sua esposa e ajudar a si mesmo, pagando impostos a mais e estabelecendo estabilidade financeira. Tendo sido forçada por Hamilton a ceder todos os seus bens após a separação e precisando de dinheiro para pagar seus advogados de divórcio e seus contadores, ela concordou com a sugestão do agente Joseph Collins de realizar uma turnê de cabaré no teatro intitulada "The Show of Diana Dors". Em julho de 1958, Dors era o destaque em um cabaré em Coventry, recebendo 2.500 dólares por semana.
Yeardye sugeriu que contratassem o comediante Dickie Dawson, mais tarde conhecido como Richard Dawson; Posteriormente, Dawson escreveu o roteiro do show e escreveu a maior parte do material. Dors iniciou um relacionamento com Dawson e terminou o relacionamento com Yeardye, que posteriormente esvaziou sua caixa de 18 mil libras no Harrods e vendeu sua história para a mídia. Isso trouxe publicidade negativa ao programa, mas o número de audiência permaneceu alto, o que permitiu a Dors mais tempo para explicar seus assuntos para uma investigação subsequente da Receita Federal sobre seu dinheiro. Em 1959, Hamilton morreu e Dors casou-se com Dawson em Nova York enquanto aparecia no The Steve Allen Show. "The Diana Dors Show" foi encomendado para duas séries de estúdio de televisão da ITV.
Em 1959, a Variety disse que Sabrina era "para Diana Dors na Grã-Bretanha o que Jayne Mansfield é para Marilyn Monroe".
Em 1960, foi anunciado que Dors e Dawson fariam um filme do espetáculo Grab Me a Gondola, mas isso nunca aconteceu.
A revista Filmink disse que "nenhum papel decente no cinema britânico parecia futuro" nessa época. "A Organização Rank, que poderia ter usado Dors nessa época, não parecia interessada. Nem a Hammer Films, que estava obtendo sucesso global com seus filmes de terror. Talvez o mais frustrante para Dors, J. Lee Thompson, que lhe deu o duas melhores oportunidades, fez uma série de filmes com papéis que Dors poderia ter interpretado, mas que, por qualquer motivo, foram assumidos por outros atores."

### De volta de Hollywood
Após o nascimento de seu primeiro filho em fevereiro de 1960, e desejando ficar nos Estados Unidos com Dawson, Dors assinou um contrato de cabaré para ser atração principal no hotel e cassino Dunes em Las Vegas. Em setembro de 1960, ela fez uma apresentação de cabaré no Ciro's, que a Variety disse ser "bastante agradável".
Ela apareceu em alguns filmes americanos: On the Double (1961), uma comédia de Danny Kaye, e The Big Bankroll (1962), um filme policial também conhecido como King of the Roaring 20's: The Story of Arnold Rothstein. Ela também vendeu suas memórias para o News of the World por 140 mil dólares. Mais tarde, ela afirmou que recusou um papel em Saturday Night and Sunday Morning. Ela deveria estar em The Ladies' Man com Jerry Lewis, mas foi demitida no último minuto.
Durante o verão de 1961, Dors filmou "The Sorcerer's Apprentice", baseado na história de Robert Bloch, para Alfred Hitchcock Presents. O episódio foi tão criticado que foi suprimido por décadas.
Dors voltou para a Grã-Bretanha. Em 1961, ela escapou por pouco da morte em uma festa da noite de Guy Fawkes em Wraysbury, onde fogos de artifício foram acidentalmente acesos dentro de casa. A casa foi destruída, três pessoas morreram no incêndio e outra teve um ataque cardíaco fatal, e Dors ficou levemente ferido ao escapar por uma janela.
Ela apareceu em Mrs. Gibbons' Boys (1962), West 11 (1963), The Counterfeit Constable (1964) e The Sandwich Man (1966).
No início dos anos 1960, ela morava em Los Angeles. Enquanto estava lá, ela estrelou episódios de Burke's Law e The Eleventh Hour, e estrelou um episódio de 1963 de The Alfred Hitchcock Hour intitulado "Run for Doom", coestrelado por John Gavin, e episódios de Straightaway e Armchair Theatre na Grã-Bretanha.
Ela viajou pela Austrália em 1963. Enquanto estava lá, ela disse que 1956 foi "meu maior ano, e você nunca sabe se fará isso de novo. É isso que torna o show business tão fascinante — você nunca sabe".

## Carreira posterior

### Falência
Dors se divorciou de Dawson em 1966 e voltou ao Reino Unido em busca de trabalho, deixando para trás seus dois filhos. Ela retomou o trabalho de cabaré com seu pianista e diretor musical Denny Termer e, posteriormente, foi processada por falência. Como sua popularidade caiu, desta vez ela estava em turnê por clubes masculinos trabalhadores e locais menores.
Em junho de 1968, ela informou que devia 53 mil libras, dos quais 48 mil eram para a Receita Federal, e tinha bens de pouco mais de 200 libras. Ela declarou falência em outubro de 1968.
A carreira cinematográfica de Dors passou a ser estritamente coadjuvante: Danger Route (1967); Berserk! (1967), com Joan Crawford; Hammerhead (1968); Baby Love (1968); Deep End (1970); e There's a Girl in My Soup (1970). Ela voltou ao West End em 1970 pela primeira vez em 17 anos em uma peça chamada Three Months Gone..

### Estrelato na TV e papéis coadjuvantes em filmes
Dors desempenhou o papel-título na sitcom Queenie's Castle (1970–72), que durou três séries. Menos popular foi o sucessor, All Our Saturdays (1973). Durante este período, ela apareceu em uma adaptação para TV de A Taste of Honey (1971) e episódios de Z Cars, Dixon of Dock Green, Just William, The Sweeney, Hammer House of Horror e Shoestring.
O trabalho cinematográfico de Dors incluiu Hannie Caulder (1971), The Pied Piper (1972), The Amazing Mr. Blunden (1972), Swedish Wildcats (1972), Nothing but the Night (1972), Theatre of Blood (1973), Steptoe and Son Ride Again (1973), From Beyond the Grave (1973) e Craze (1974).
Em meados da década de 1970, ela se tornou muito procurada por comédias sexuais: The Amorous Milkman (1975), Bedtime with Rosie (1975), What the Swedish Butler Saw (1975), Three for All (1976), Adventures of a Taxi Driver (1976), Keep It Up Downstairs (1976), Adventures of a Private Eye (1977) e Confessions from the David Galaxy Affair (1979).
Em 1974, ela apareceu no palco em uma produção de Oedipus Rex.
Em 1977, ela venceu uma batalha judicial para impedir que Wolf Rilla escrevesse uma biografia baseada em entrevistas que havia feito com Rilla.

### Últimos anos

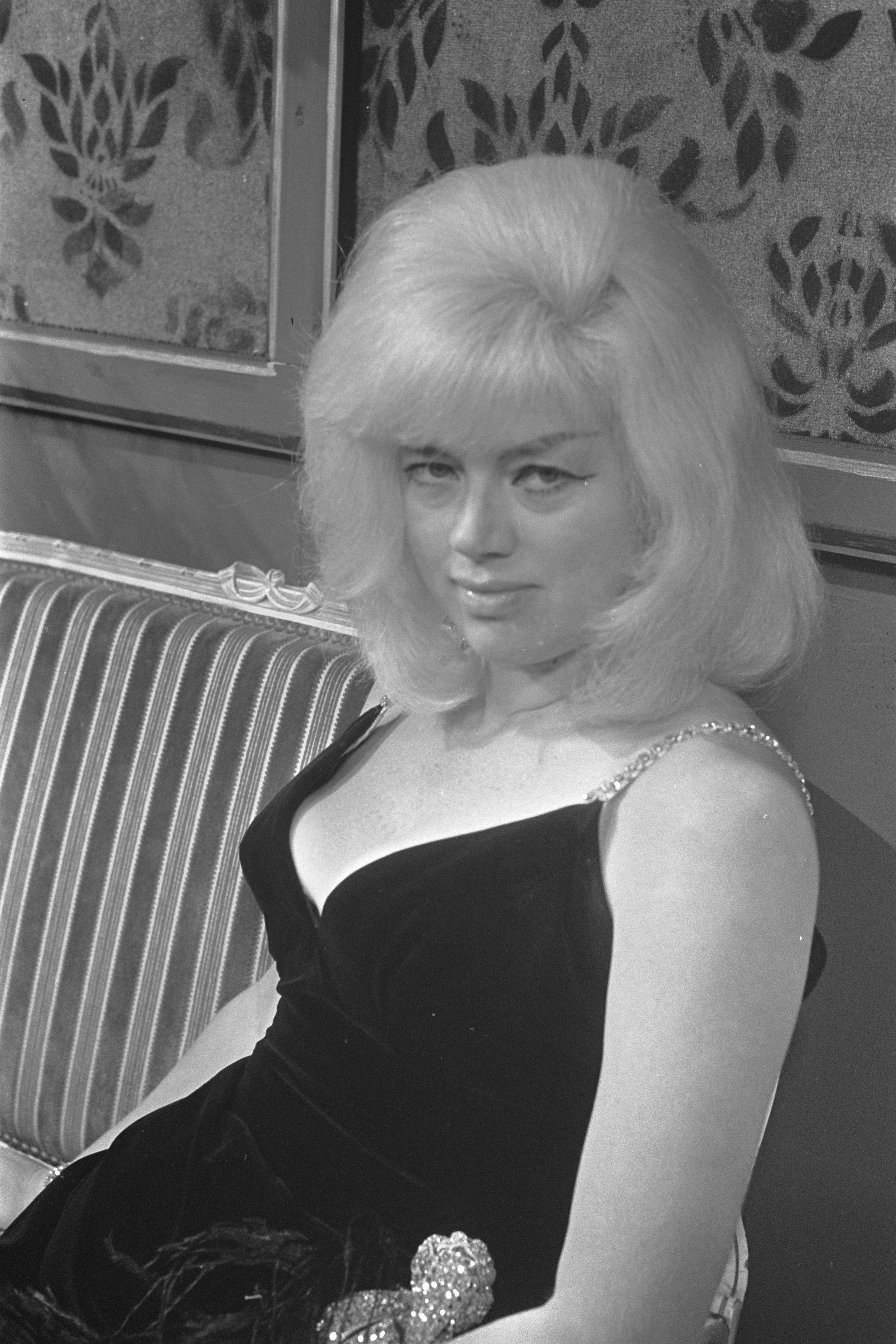
Dors em 1968

Ainda ganhando manchetes no News of the World e em outras mídias impressas no final dos anos 1970, graças às suas festas para adultos, em seus últimos anos o status de Dors começou a reviver.
Em 1979, durante uma turnê pela Austrália, ela disse: "Eu costumava pensar que era uma grande besteira que a vida começasse aos 40. Mas sei o que posso suportar; amadureci. Sou uma pessoa caseira, embora eu não espere que as pessoas acreditem nisso."
Embora seu trabalho no cinema consistisse principalmente em comédias sexuais, sua popularidade aumentou graças ao seu trabalho na televisão, onde sua inteligência, inteligência e frases cativantes se desenvolveram como artista de cabaré e conquistou os espectadores. Ela se tornou uma presença regular em Jokers Wild, Blankety Blank e Celebrity Squares, e foi uma convidada regular em The Law Game da BBC Radio 2. Ela também teve um papel recorrente em The Two Ronnies em 1980. Uma convidada popular de um programa de bate-papo, um programa inteiro — Russell Harty: At Home with Dors — veio da sala de bilhar de sua casa, Orchard Manor. Artistas musicais mais jovens envolveram sua persona, criada após o videoclipe de Adam and the Ants, Prince Charming, de 1981, onde ela interpretou a fada-madrinha ao lado de Adam Ant, que interpretou uma figura masculina da Cinderela.
As outras aparições finais de Dors foram em uma adaptação para a TV da BBC de Dr. Jekyll and Mr. Hyde (1980), Timon of Athens (1981), Dick Turpin (1981) e Cannon and Ball (1981).
Tendo transformado a história de sua vida em um fluxo de caixa por meio de entrevistas e histórias vazadas em tablóides, como muitas celebridades em suas carreiras posteriores, ela recorreu a uma autobiografia para gerar dinheiro para a aposentadoria. Em 1960, ela escreveu e publicou Swingin' Dors e, entre 1978 e 1984, publicou quatro livros autobiográficos em seu próprio nome: For Adults Only, Behind Closed Dors, Dors by Diana e A. to Z. of Men.
Diana Dors foi tema de This Is Your Life em duas ocasiões, em abril de 1957, quando foi surpreendida por Eamonn Andrews no BBC Television Theatre, e em outubro de 1982, quando Andrews a surpreendeu no Royalty Theatre de Londres.
Depois de passar pela primeira rodada de tratamento contra o câncer, no início da década de 1980, a figura da ampulheta de Dors tornou-se mais gorda, e ela abordou a questão co-escrevendo um livro de dieta, e criando um videocassete de dieta e exercícios. Isso resultou em seu trabalho para a TV-am, estação de café da manhã da ITV, no verão de 1983, em um espaço regular com foco em dieta e nutrição, que mais tarde se transformou em um segmento de tia agonizante. Porém, à medida que o tratamento do câncer cobrou seu preço novamente, suas aparições tornaram-se menos frequentes. Ela processou o programa por reter suas cartas de fãs.
Sua última aparição pública foi no cabaré no Harpoon Louie's, Earls Court, oeste de Londres, em 15 de abril de 1984, onde ela parecia consideravelmente frágil, mas permaneceu durante todo o set. Sua última aparição (póstuma) no filme foi em Steaming (1985).

## Discografia
As primeiras gravações de Dors foram dois lados de um single de 78 rpm lançado pela HMV Records em 1953. As faixas eram "I Feel So Mmmm" e "A Kiss and a Cuddle (and a Few Kind Words from You)". A HMV também lançou partituras com fotos sensuais de Dors na capa. Ela também cantou "The Hokey Pokey Polka" na trilha sonora de 1954 do filme As Long as They're Happy. Dors gravou apenas um álbum completo, Swingin' Dors, com tema swing, em 1960. O LP foi originalmente lançado em vinil vermelho e com capa dobrável. A orquestra acompanhante foi dirigida por Wally Stott. Também cantou como convidada especial do programa de TV italiano Un, due, tre (One, two, three, estrelado por Ugo Tognazzi e Raimondo Vianello) em 31 de maio de 1959, no Teatro della Fiera de Milão, com a orquestra dirigida por Mario Bertolazzi, e gravou singles em várias gravadoras da década de 1960 até o início da década de 1980, incluindo um single para o selo Nomis, "Where Did They Go?" / "It's You Again" (sendo esta última um dueto com seu filho, Gary Dawson), enquanto ela estava sendo tratada de câncer. Ao promover o single na TV, Dors afirmou "Where Did They Go?" foi escrita especialmente para ela, mas na verdade a faixa foi gravada originalmente por Peggy Lee em 1971 e em 1972 por Sandie Shaw.

### Álbuns de estúdio
| Gravada | Título do álbum          | Rótulo            | Nº de catálogo | Formato | Notas |
| ------- | ------------------------ | ----------------- | -------------- | ------- | --- |
| 1955    | As Long as They're Happy | HMV               | DLPC 1         | 10" LP  | Trilha sonora (Atuando "The Hokey Pokey Polka")                                                           |
| 1960    | Swinging Dors            | Pye Records       | NPL 18044      | LP      | Solo LP                                                                                                   |
| 1968    | Thoroughly Modern Millie | World Record Club | T-849          | LP      | Trilha sonora (Atuando "Do It Again" and "Jazz Baby")                                                     |
| 1968    | Doctor Doolittle         | World Record Club | T-850          | LP      | Trilha sonora (Atuando "At The Crossroads", "Beautiful Things", "Fabulous Places" e "I Think I Like You") |

### Singles
| Gravada | Título do álbum                                                               | Rótulo          | Nº de catálogo | Lançamento                    |
| ------- | ----------------------------------------------------------------------------- | --------------- | -------------- | ----------------------------- |
| 1953    | "I Feel So Mmm......" / "A Kiss and a Cuddle (And a Few Kind Words from You)" | HMV Records     | B-10613        | 78 rpm                        |
| 1960    | "April Heart" / "Point of No Return"                                          | Pye Records     | 7N.15242       | 45 rpm do álbum Swinging Dors |
| 1964    | "So Little Time" / "It's Too Late"                                            | Fontana Records | TF 506         |                               |
| 1966    | "Security" / "Garry"                                                          | Polydor Records | 56111          |                               |
| 1977    | "Passing By" / "It's a Small World"                                           | EMI Records     | EMI 2705       |                               |
| 1981    | "Where Did They Go" / "It's You Again" (com Gary Dors)                        | Nomis Records   | NOM 1          |                               |

### Outras gravações
| Gravada | Título da música                                               | Notas                                                              |
| ------- | -------------------------------------------------------------- | ------------------------------------------------------------------ |
| 1963    | "Just One of Those Things" / "How Long Has This Been Going On" | Atuou em The Alfred Hitchcock Hour como a personagem Nickie Carole |

## Vida pessoal
Dors foi casada três vezes:
- Dennis Hamilton Gittins (3 de julho de 1951 – 3 de janeiro de 1959, sua morte): casado cinco semanas após se conhecerem, em Caxton Hall; sem filhos; morou em Londres, Berkshire e Hollywood
- Richard Dawson (12 de abril de 1959 – 1966, divorciado): casado em Nova York; dois filhos, Mark Dawson e Gary Dawson; morou em Londres, Nova York e Hollywood
- Alan Lake (23 de novembro de 1968 - 4 de maio de 1984, sua morte): casado em Caxton Hall; um filho, Jason Lake; morava em Orchard Manor, Sunningdale, Berkshire.

Em 1949, durante as filmagens de Diamond City, ela teve um relacionamento com o empresário Michael Caborn-Waterfield, que mais tarde fundou a rede Ann Summers, que deu o nome de uma ex-namorada. Durante o curto relacionamento, Dors engravidou, mas Caborn-Waterfield pagou por um aborto clandestino, que ocorreu na mesa de uma cozinha em Battersea. O relacionamento continuou por um tempo, antes de Dors conhecer Dennis Hamilton Gittins no set de Lady Godiva Rides Again, com quem fez um segundo aborto em 1951.
Diz-se que Dors se tornou amiga íntima de Ruth Ellis, a última mulher a ser enforcada na Grã-Bretanha, depois que Ellis teve uma pequena participação em Lady Godiva Rides Again. No entanto, Dors nunca mencionou ter conhecido Ellis, nem em entrevistas nem em suas memórias. Através de seu marido Hamilton, Dors era amiga íntima dos notórios irmãos Kray e de sua mãe, Violet.

### Festas
Durante seu relacionamento com Hamilton, e até alguns meses antes de sua morte, Dors dava regularmente festas para adultos em sua casa. Lá, várias celebridades, amplamente abastecidas com álcool e drogas, misturaram-se com jovens estrelas em um cenário de filmes pornográficos softcore e hardcore. Dors deu a todos os seus convidados acesso total a toda a casa; seu filho Jason Lake alegou mais tarde em várias entrevistas e publicações na mídia que ela o havia equipado com câmeras de cinema de 8 mm. As jovens estrelas foram informadas dos preparativos e foram autorizadas a comparecer gratuitamente em troca de garantir que suas parceiras celebridades se apresentassem na cama nos ângulos de câmera corretos. Posteriormente, Dors gostou de assistir aos filmes, mantendo um arquivo das melhores atuações.
Dors tornou-se um dos primeiros assuntos dos tablóides de "exposição de celebridades", aparecendo regularmente no News of the World. Em grande parte, ela trouxe essa notoriedade para si mesma. Precisando desesperadamente de dinheiro após sua separação de Hamilton em 1958, ela deu uma entrevista na qual descreveu suas vidas e as festas do grupo de adultos em detalhes completos e francos. A entrevista foi serializada no tablóide por 12 semanas, seguida por uma longa série de histórias sensacionais de seis semanas, criando publicidade negativa. Posteriormente, o arcebispo de Canterbury Geoffrey Fisher denunciou Dors como uma "vadia rebelde".
No entanto, outros meios de comunicação tradicionais, na televisão e no cinema, não estavam dispostos a repetir as histórias até bem depois da morte de Dors. Isso se devia em parte à sua popularidade e também em parte por causa de quem comparecia às festas. Seu ex-amante e convidado da festa, Bob Monkhouse, comentou mais tarde em uma entrevista após a morte de Dors: "A parte estranha de uma orgia é que depois você não tem certeza a quem agradecer."

## Morte
Perto do fim da vida, Dors teve meningite e foi submetida a duas cirurgias para remover tumores cancerígenos. Ela desmaiou em sua casa perto de Windsor com dores agudas de estômago e morreu em 4 de maio de 1984, aos 52 anos, no Hospital BMI Princess Margaret em Windsor, devido a uma recorrência de câncer de ovário, diagnosticado pela primeira vez dois anos antes.
Ela se converteu ao catolicismo no início de 1973; portanto, seu funeral foi realizado na Igreja do Sagrado Coração em Sunningdale em 11 de maio de 1984, conduzido pelo Padre Theodore Fontanari. Ela foi enterrada no Cemitério Católico Sunningdale.
Ela se converteu ao catolicismo no início de 1973; portanto, seu funeral foi realizado na Igreja do Sagrado Coração em Sunningdale em 11 de maio de 1984, conduzido pelo Padre Theodore Fontanari. Ela foi enterrada no Cemitério Católico Sunningdale.

### O suicídio de Alan Lake
Após sua morte, Alan Lake queimou todas as roupas restantes de Dors e caiu em depressão. Em 10 de outubro de 1984, Lake deu uma entrevista por telefone com o jornalista do Daily Express, Jean Rook, e então entrou no quarto do filho e suicidou-se disparando uma espingarda em sua boca. Ele tinha 43 anos. Isso foi cinco meses após sua morte por câncer e 16 anos desde que se conheceram. Alan não tinha álcool ou drogas ilegais em seu organismo no momento de sua morte.
Sua casa nos 20 anos anteriores, Orchard Manor, foi vendida pelos advogados. O conteúdo da casa foi vendido a granel pela Sotheby's, que vendeu sua coleção de joias em leilão. Depois de contas de advogados, pagamentos de impostos pendentes, taxas de morte e outras distribuições, as propriedades combinadas de Dors e Lake deixaram pouco para a manutenção de seu filho Jason (de 14 anos), que posteriormente foi colocado sob a tutela do tribunal de seu meio-irmão. Gary Dawson em Los Angeles.

### A morte de Jason Dors-Lake
Em 14 de setembro de 2019, Jason Dors-Lake, filho de Diana Dors e Alan Lake, teria morrido três dias após seu 50º aniversário em seu apartamento em Notting Hill Gate, Londres, devido aos efeitos combinados da intoxicação por álcool e tramadol.

## Comemoração em Swindon

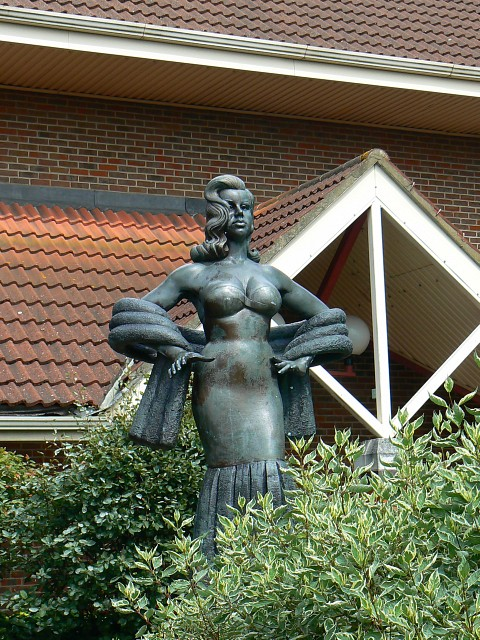
Estátua de Dors em West Swindon

Dors é comemorada em sua cidade natal, Swindon.

### Estátua
Uma gigantesca estátua de bronze de Dors, de John Clinch, foi erguida fora do cinema em Shaw Ridge, em West Swindon, em 1991. Ela retrata uma versão exagerada dela usando um vestido de noite.

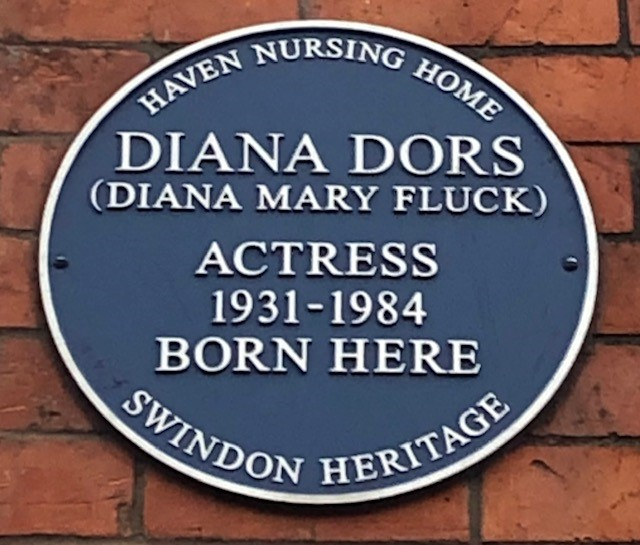
Placa azul em Kent Road, Swindon

### Placa azul
Swindon Heritage revelou uma placa azul para Dors em 2017 na fronteira dos números 61 e 62 Kent Road na área da Cidade Velha de Swindon. Na época, as duas propriedades eram a casa de repouso Haven, onde ela nasceu. A placa foi inaugurada por seu filho Jason Dors-Lake e sua neta Ruby Lake. O Cadillac rosa 1959 de Dors, que foi um presente do Shepperton Studios para ela, estava estacionado do lado de fora durante a inauguração.

### Busto
A coleção do Museu e Galeria de Arte de Swindon inclui um busto de bronze de Dors de Enid Mitchell. Foi originalmente inaugurado no Wyvern Theatre da cidade em 1988, onde foi exibido no foyer até 2013, quando foi transferido para a Biblioteca Central de Swindon. Ali permaneceu em exposição até ser realojado no Museu e Galeria de Arte em 2015.

## Na cultura popular
Dors foi retratado por Keeley Hawes (mais jovem) e Amanda Redman (mais velha) no filme biográfico para TV The Blonde Bombshell (1999).
Na capa do álbum de 1967 Sgt. Pepper's Lonely Hearts Club Band dos Beatles, a figura de cera de Dors aparece na colagem de celebridades, à direita abaixo da árvore.
Os Kinks prestaram homenagem a ela quando incluíram a música tributo "Good Day", escrita por Ray Davies, em seu álbum Word of Mouth.
Depois de aparecer como a fada madrinha de Adam Ant em seu videoclipe "Prince Charming", Dors também foi incluída na música "Scorpios" de Adam and the Ants com a letra "Black's the color watch the garras, Com unhas tão afiadas quanto Diana Dors".
Dors foi a estrela da capa do álbum Singles dos Smiths.

## Suposta fortuna
Dors afirmou ter escondido mais de 2 milhões de libras em bancos de toda a Europa. Em 1982, ela deu ao filho Mark Dawson uma folha de papel na qual, ela disse a ele, havia um código que revelaria o paradeiro do dinheiro. Seu padrasto, Alan Lake, supostamente conhecia a chave que decifraria o código, mas ele morreu por suicídio logo após a morte dela e Dawson ficou com um quebra-cabeça aparentemente insolúvel.
Ele procurou os especialistas em informática forense Inforenz, que reconheceram a criptografia como aquela atribuída a Blaise de Vigenère, (cifra de Vigenère), mas na verdade inventada por Giovan Battista Bellaso. A Inforenz então usou seu próprio software de criptoanálise para sugerir uma chave de descriptografia de 10 letras, DMARYFLUCK (abreviação de Diana Mary Fluck, nome verdadeiro de Dors). Com a ajuda de um extrato bancário encontrado entre os papéis de Alan Lake, a Inforenz foi então capaz de decodificar o material existente para revelar apenas uma lista de sobrenomes e cidades — sugerindo que deveria haver uma segunda página que revelaria nomes e dados bancários, para completar a mensagem. Como isso nunca veio à tona, nenhum dinheiro foi rastreado. Em 2003, no Channel 4 fez um programa de televisão sobre o mistério.

## Filmografia
| Ano  | Título                                                  | Papel                            | Notas                                                                          |
| ---- | ------------------------------------------------------- | -------------------------------- | ------------------------------------------------------------------------------ |
| 1947 | The Shop at Sly Corner                                  | Mildred                          | Não creditada                                                                  |
| 1947 | Dancing with Crime                                      | Annette                          | Não creditada. AKA Code of Scotland Yard.                                      |
| 1947 | Holiday Camp                                            | Dançarina                        | Não creditada                                                                  |
| 1948 | The Calendar                                            | Hawkins                          |                                                                                |
| 1948 | Good-Time Girl                                          | Lyla Lawrence                    |                                                                                |
| 1948 | Penny and the Pownall Case                              | Molly James                      |                                                                                |
| 1948 | Oliver Twist                                            | Charlotte                        |                                                                                |
| 1948 | My Sister and I                                         | Garota triste                    |                                                                                |
| 1948 | Here Come the Huggetts                                  | Diana Hopkins                    |                                                                                |
| 1949 | Vote for Huggett                                        | Diana Gowan                      |                                                                                |
| 1949 | It's Not Cricket                                        | Loira                            |                                                                                |
| 1949 | A Boy, a Girl and a Bike                                | Ada Foster                       |                                                                                |
| 1949 | Diamond City                                            | Dora Bracken                     |                                                                                |
| 1950 | Dance Hall                                              | Carole                           |                                                                                |
| 1951 | Worm's Eye View                                         | Thelma                           |                                                                                |
| 1951 | Lady Godiva Rides Again                                 | Dolores August                   |                                                                                |
| 1952 | The Last Page                                           | Ruby Bruce                       |                                                                                |
| 1952 | My Wife's Lodger                                        | Eunice Higginbotham              |                                                                                |
| 1953 | The Great Game                                          | Lulu Smith                       |                                                                                |
| 1953 | Is Your Honeymoon Really Necessary?                     | Candy Markham                    |                                                                                |
| 1953 | The Saint's Return                                      | A loira no apartamento de Lennar |                                                                                |
| 1953 | It's a Grand Life                                       | Corporal Paula Clements          |                                                                                |
| 1954 | The Weak and the Wicked                                 | Betty Brown                      | A.K.A. Young and Willing (EUA)                                                 |
| 1955 | As Long as They're Happy                                | Pearl Delaney                    |                                                                                |
| 1955 | A Kid for Two Farthings                                 | Sonia                            |                                                                                |
| 1955 | Miss Tulip Stays the Night                              | Kate Dax                         |                                                                                |
| 1955 | Value for Money                                         | Ruthine West                     |                                                                                |
| 1955 | An Alligator Named Daisy                                | Vanessa Colebrook                |                                                                                |
| 1956 | Yield to the Night                                      | Mary Hilton                      |                                                                                |
| 1957 | The Long Haul                                           | Lynn                             | Título espanhol: El Precio de un Hombre (The Price of a Man)                   |
| 1957 | The Unholy Wife                                         | Phyllis Hochen                   |                                                                                |
| 1958 | The Love Specialist                                     | Diana Dixon                      |                                                                                |
| 1958 | I Married a Woman                                       | Janice Blake Briggs              | Título original: So There You Are                                              |
| 1958 | Tread Softly Stranger                                   | Calico                           |                                                                                |
| 1958 | Passport to Shame                                       | Vicki                            |                                                                                |
| 1960 | Scent of Mystery                                        | Winifred Jordan                  | Primeiro filme em Smell-o-Vision. Relançado no Cinerama como Holiday in Spain. |
| 1961 | On the Double                                           | Sargenta Bridget Stanhope        |                                                                                |
| 1961 | King of the Roaring '20s: The Story of Arnold Rothstein | Madge                            | A.K.A. The Big Bankroll                                                        |
| 1962 | Mrs. Gibbons' Boys                                      | Myra                             |                                                                                |
| 1963 | West 11                                                 | Georgia                          |                                                                                |
| 1964 | The Counterfeit Constable                               | Diana Dors                       |                                                                                |
| 1966 | The Sandwich Man                                        | Primeira Dama do Billingsgate    |                                                                                |
| 1967 | Danger Route                                            | Rhoda Gooderich                  |                                                                                |
| 1967 | Berserk!                                                | Matilda                          |                                                                                |
| 1968 | Hammerhead                                              | Kit                              |                                                                                |
| 1969 | Baby Love                                               | Liz                              |                                                                                |
| 1970 | Deep End                                                | Primeira-dama cliente de Mike    |                                                                                |
| 1970 | There's a Girl in My Soup                               | A esposa dele                    |                                                                                |
| 1971 | Hannie Caulder                                          | Madame                           |                                                                                |
| 1972 | The Pied Piper                                          | Frau Poppendick                  |                                                                                |
| 1972 | The Amazing Mr. Blunden                                 | Sra. Wickens                     |                                                                                |
| 1972 | Swedish Wildcats                                        | Margareta                        | AKA Every Afternoon                                                            |
| 1973 | Nothing but the Night                                   | Anna Harb                        |                                                                                |
| 1973 | Theatre of Blood                                        | Maisie Psaltery                  |                                                                                |
| 1973 | Steptoe and Son Ride Again                              | Mulher em apartamento            |                                                                                |
| 1974 | From Beyond the Grave                                   | Mabel Lowe                       |                                                                                |
| 1974 | Craze                                                   | Dolly Newman                     |                                                                                |
| 1975 | The Amorous Milkman                                     | Rita                             |                                                                                |
| 1975 | What the Swedish Butler Saw                             | Madame Helena                    |                                                                                |
| 1975 | Bedtime with Rosie                                      | Aunt Annie                       |                                                                                |
| 1975 | Three for All                                           | Sra. Ball                        |                                                                                |
| 1976 | Adventures of a Taxi Driver                             | Sra. North                       |                                                                                |
| 1976 | Keep It Up Downstairs                                   | Daisy Dureneck                   | Título alternativo: Can You Keep it Up Downstairs?, My Favorite Butler         |
| 1977 | Adventures of a Private Eye                             | Sra. Horne                       |                                                                                |
| 1979 | Confessions from the David Galaxy Affair                | Jenny Stride                     |                                                                                |
| 1985 | Steaming                                                | Violet                           | Lançado postumamente                                                           |

## Televisão
| Ano               | Título                     | Papel             | Notas                                                |
| ----------------- | -------------------------- | ----------------- | ---------------------------------------------------- |
| 1951              | Face to Face               | Angel             | Filme de TV                                          |
| 1951              | How Do You View?           | Cuddles           | Seis episódios                                       |
| 1954              | Rheingold Theatre          | Angie             | Episódio: "The Lovely Place"                         |
| 1957 (1 de Abril) | This is Your Life          | Subject           | primeira aparição. (Séries 2, ep.15).                |
| 1960              | Armchair Theatre           | Jane Francis      | Episódio: "The Innocent"                             |
| 1960              | The Red Skelton Hour       | Joan Williams     | Episódio: "George Appleby's Neighbor"                |
| 1961              | The Jack Benny Program     | Lady Milbeck      | Episódio: "English Sketch"                           |
| 1961              | Straightaway               | Fotográfa         | Episódio: "The Sportscar Breed"                      |
| 1962              | Alfred Hitchcock Presents  | Irene Sadini      | Temporada 7 Episódio 39: "The Sorcerer's Apprentice" |
| 1963              | The Alfred Hitchcock Hour  | Nickie Carole     | Temporada 1 Episódio 31: "Run for Doom"              |
| 1963              | Burke's La                 | Maxine Borman     | Episódio: "Who Killed Alex Debbs?"                   |
| 1964              | The Eleventh Hour          | Carol Devon       | Episódio: "87 Different Kinds of Love"               |
| 1964              | Armchair Theatre           | Grace Maxwell     | Episódio: "A Nice Little Business"                   |
| 1968              | The Inquisitors            | Sweet P. Lawrence | Episódio: "The Peeling of Sweet P. Lawrence"         |
| 1968              | Boy Meets Girl             | Megan Norton-Grey | Episódio: "Where Have All the Ghosts Gone?"          |
| 1970–1972         | Queenie's Castle           | Queenie Shepherd  | Todos os 18 episódios                                |
| 1971              | The Misfit                 | Maggie            | Episódio: "On Superior Persons"                      |
| 1971              | A Taste of Honey           | Helen             | Todos os três episódios                              |
| 1971              | Z Cars                     | Madge Owen        | Dois episódios                                       |
| 1972              | Dixon of Dock Green        | Maisie Dewar      | Episódio: "The Informant"                            |
| 1973              | All Our Saturdays          | Di Dorkins        | Dois episódios                                       |
| 1975              | Whodunnit?                 | Auto-painelista   | Programa de jogos de TV                              |
| 1975              | Thriller                   | Bessy Morne       | Episódio: "Nurse Will Make It Better"                |
| 1977–1978         | Just William               | Sra. Bott         | Sete episódios                                       |
| 1978              | The Sweeney                | Sra. Rix          | Episódio: "Messenger of the Gods"                    |
| 1979              | Of Mycenae and Men         | Helena de Tróia   | Filme de TV                                          |
| 1979              | The Plank                  | Mulher com Rosa   | Filme de TV                                          |
| 1980              | Hammer House of Horror     | Sra. Ardoy        | Episódio: "Children of the Full Moon"                |
| 1980              | Shoestring                 | Maggie            | Episódio: "Looking for Mr Wright"                    |
| 1980              | Dr. Jekyll and Mr. Hyde    | Kate Winterton    | Filme de TV                                          |
| 1980              | The Two Ronnies            | O comandante      | Quatro episódios                                     |
| 1981              | BBC Television Shakespeare | Timandra          | Episódio: "Timon of Athens"                          |
| 1981              | Dick Turpin                | Sra. Buskin       | Episódio: "Dick Turpin's Greatest Adventure: Part 4" |
| 1981              | Top of the Pops            | Fada madrinha     | Três episódios                                       |
| 1984              | Cannon and Ball            | Miss Scarlett     | Episódio: #5.5                                       |